# Селеук IV Филопатор
Селеук IV Филопатор, око 215—175. п. н. е.) био је краљ Селеукидскога царства од 187. п. н. е. до 175. п. н. е. За време његове власти царство је било у периоду назадовања, посебно због тешких финансијских обавеза, исплате ратне одштете Риму након Римско-сиријскога рата.

## Престолонаследник
Други је син Антиоха III Великога и Лаодике. Селеуков млађи брат Антиох IV Епифан постао је краљ након његове смрти. Селеуков син Деметрије I Сотер постао је краљ 161. п. н. е. Антиох Велики је након освајања Тракије 196. п. н. е. Селеука поставио за сатрапа Тракије. Селеук IV Филопатор је након смрти старијега брата 193. п. н. е. именован за наследника свога оца Антиоха III Великога. Антиох Велики је наредио да се поново изгради Лизимахију као базу за Селеука. Селеук је 189. п. н. е. постао заједнички владар са оцем.

## Римско-сиријски рат
Учествовао је у Римско-сиријском рату. Покушавао је да заустави римску инвазију 191. п. н. е. и 190. п. н. е. Након повлачења селеукидске војске из Тракије и са Херсонеза командовао је војском у Еолиди. Пустошио је територије градова, који нису хтели да му се предају. Успео је да присили многе поморске градове да му се добровољно предају. Фокеју је успео да заузме уз помоћ издаје. Након тога искористио је Еуменово одсуство, па је опседао 190. п. н. е. Пергам. Међутим ахајски најамници на челу са Диофаном успели су смелошћу и бројним испадима да присиле Селеука да дигне опсаду Пергама. У бици код Магнезије 190. п. н. е. командовао је левим крилом селеукидске војске. Насупрот њега противничким десним крилом командовао је Еумен II и Атал II. Атал је успео да га победи, па је Селеук морао да бежи до Апамеје у Фригији. Битка се окончала тешким поразом селеукидске војске, а миром из Апамеје Селеукидско царство је изгубило огромне територије у Малој Азији.

## Мала Азија
Након пораза код Магнезије Селеук је командовао селеукидском војском у Малој Азији. Током 189. п. н. е. снабдевао је римску војску под командом конзула Гнеја Манлија Вулсона пред почетак Галаћанскога рата. Када је Антиох Велики кренуо 187. п. н. е. у поход на исток оставио је Селеука као заменика краља за запад. Када је Антиох Велики умро Селеук је без проблема преузео власт.

## Тешки финансијски проблеми
Селеук није подузимао веће походе за време своје власти. Имао је тежак задатак консолидације царства, а посебно финансија имајући у виду велику ратну одштету, коју је требало да плати Римској републици и Пергаму. Моћ Селеукидскога царства била је за време његове власти у опадању. Пореска оптерећења готово никада раније нису била већа, али ни то није помогло да да плати одштету на време. Та велика потреба за новцем потакла је његовога министра Хелиодора да око 180. п. н. е. покуша да опљачка храм у Јерусалиму.

## Дипломатија
Селеук је улагао знатне дипломатске напоре у Грчкој. Његова ћерка Лаодика удала се за македонскога краља Персеја 178. п. н. е. Одржавао је контакте са Атином и Родосом. Посебне напоре је улагао да задобије пријатељство Ахајскога савеза, тако да је 185. п. н. е. тражио обнову пријатељства и савеза са Ахајцима. Пергамски краљ Еумен II представљао је значајнога непријатеља јер су Римљани већину отетих селеукидских територија предали Пергаму. Након мира код Апамеје у Риму се као талац налазио Антиох IV Епифан, али он је уместо брата као таоца послао свога сина Деметрија I Сотера. Са Египтом је углавном одржавао пријатељске односе. Ипак у то време Птолемеј V Епифан припремао се за инвазију Коиле Сирије, али смрт га је спречила да оствари своје намере. Птолемејеве ратне припреме обуставила је Селеукова сестра Клеопатра I Сиријка, која је почела да влада Египтом као регенткиња након смрти супруга Птолемеја V.

## Убиство
Умро је 175. п. н. е. Наводно га је убио његов главни министар Хелиодор, који је намеравао да влада цартвом. Трон је требало да наследи малолетни Деметрије I Сотер, који се као талац тада налазио у Риму. Трона се домогао млађи Селеуков брат Антиох IV Епифан.

## Породично стабло
| \| \| \| \| \| 2. Антиох III Велики \| \| \| \| \| \| \| \| \| \| \| \| \| \| \| \| \| \| \| \| \| \| \| \| \| \| \| \| \| \| \| \| \| 1. Селеук IV Филопатор \| \| \| \| \| \| \| \| \| \| \| \| \| \| \| \| \| \| \| \| \| \| \| \| \| \| \| \| \| \| \| \| \| \| \| \| 3. Лаодика III \| \| \| \| \| \| \| \| \| \| \| \| \| \| \| \| \| \| \| \| \| \| \| \| \| |                        |  |  |                      |  |  |  |
| |                        |  |  | 2. Антиох III Велики |  |  |  |
| |                        |  |  |                      |  |  |  |
| |                        |  |  |                      |  |  |  |
| |                        |  |  |                      |  |  |  |
| | 1. Селеук IV Филопатор |  |  |                      |  |  |  |
| |                        |  |  |                      |  |  |  |
| |                        |  |  |                      |  |  |  |
| |                        |  |  |                      |  |  |  |
| | 3. Лаодика III         |  |  |                      |  |  |  |
| |                        |  |  |                      |  |  |  |
| |                        |  |  |                      |  |  |  |